# Rainbow Round Table
La Rainbow Round Table (RRT) de l'American Library Association (ALA) se consacre aux besoins d'information des bibliothécaires professionnels à la population en général qui font partie des communautés LGBTQIA+. Fondée en 1970, il s'agit de la première organisation professionnelle lesbienne, gay, bisexuelle et transgenre du pays,. Alors que le surnom actuel de Rainbow a été adopté en 2019 ; le groupe a eu plusieurs noms au cours de ses 50 ans d'histoire,.
L'une des valeurs fondamentales de l'organisation est de refléter la diversité des États-Unis en « fournissant une gamme complète de ressources et de services aux communautés » desservies,.

## Histoire
Créé à l'origine sous le nom de Task Force on Gay Liberation, faisant partie de la Social Responsibilities Round Table (SRRT) de l'ALA, le groupe a été coordonné par Israel David Fishman en 1970, puis par Barbara Gittings l'année suivante,. Parmi ses premiers efforts, le groupe de travail a fait campagne pour des changements dans la classification des documents de bibliothèque concernant le mouvement de libération gay. Dans le cas de la classification de la Bibliothèque du Congrès, les matériaux avaient été désignés pour le schéma (HQ 71) pour « Relations sexuelles anormales, y compris les crimes sexuels » ; mais après avoir reçu la demande du groupe de travail, la Bibliothèque du Congrès en 1972 a reclassé ces livres dans le nouveau schéma (HQ 76.5) pour « Homosexualité, Lesbianisme - Mouvement de libération gay, Mouvement homophile. »
En 1988, le groupe de travail publie le Thesaurus international des termes d'index des gays et des lesbiennes, visant à normaliser les termes utilisés pour le catalogage des documents de bibliothèque relatifs aux gays et aux lesbiennes, et à rendre les matières vedettes de la Bibliothèque du Congrès plus respectueuses pour les archives gays et lesbiennes.
Le groupe devient le Gay and Lesbian Task Force (GLTF) en 1986. La revue American Libraries présente le groupe sur la couverture de son numéro de juillet/août 1992, suscitant à la fois des critiques et des éloges du monde des bibliothèques. Certains ont critiqué la couverture comme étant « de mauvais goût » et ont accusé le magazine de « glorifier l'homosexualité », tandis que d'autres ont exprimé leur soutien à la décision éditoriale. Christine Williams, qui a écrit un essai sur la controverse entourant la couverture, a conclu qu'au milieu des années 1990, le monde des bibliothèques n'était « pas un endroit particulièrement accueillant pour les gais et les lesbiennes ».
Le groupe devient la Gay, Lesbian, and Bisexual Task Force (GLBTF) en 1995, puis la Gay, Lesbian, Bisexual, and Transgender Round Table (GLBTRT) en 1999, un changement de nom qui a duré vingt ans.

## Distinctions et listes de livres
Le Task Force crée le Stonewall Book Award en 1971, récompensant les titres d'un mérite exceptionnel liés aux réalités et enjeux LGBTQ+. Le premier prix a été décerné à Patience and Sarah par Isabel Miller. En 2008, la GLBTRT compile la première Rainbow Book List de titres pour enfants et adolescents parus récemment. L'effort s'étend en 2010 à une liste nommée Over the Rainbow Books, des bibliographies annuelles de titres d'intérêt pour les adultes LGBTQ+. Les deux listes aident les bibliothécaires à sélectionner des documents pour leurs collections locales.

## Rainbow Book Month

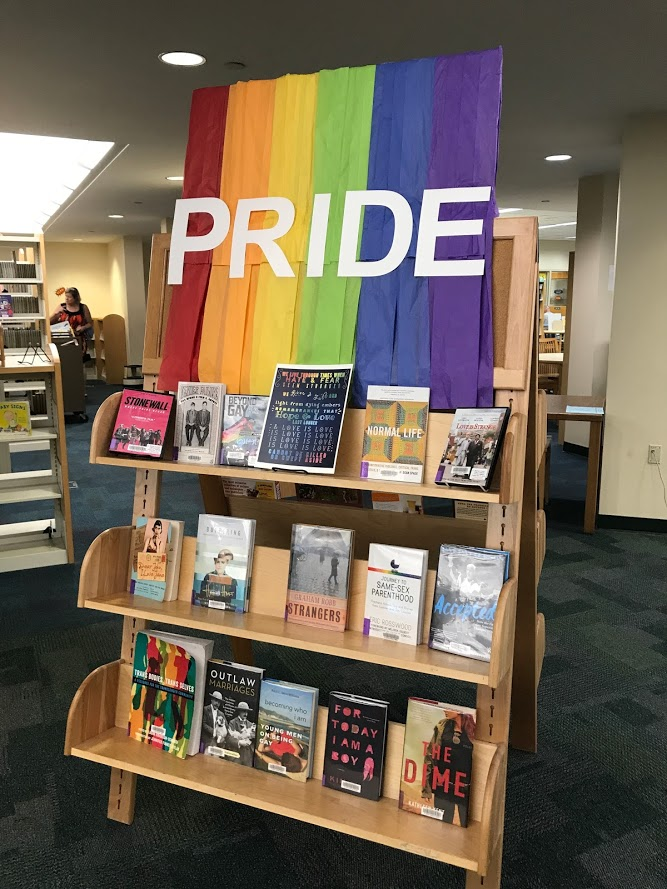
Un présentoir de livres pour la Pride LGBTQ+ 2017, à la bibliothèque publique Barbara S. Ponce de Pinellas Park en Floride.

Observé chaque année en juin comme une célébration des histoires et des auteurs queer, le Rainbow Book Month a été initialement créé en 1992 par le Publishing Triangle en tant que National Lesbian and Gay Book Month. En 2015, la GLBTRT assume la supervision de l'événement, rebaptisé GBLT Book Month,. Les efforts visant à accroître la visibilité des documents de bibliothèque queer comprennent la promotion des listes Rainbow Book et Over the Rainbow Books, le marketing sur les réseaux sociaux et la fourniture d'outils aux employés de bibliothèque. À compter de l’édition 2020, l’évènement devient le Rainbow Book Month, en accord avec le renommage de l’organisation,.